# Elk Grove
Elk Grove est une municipalité américaine située dans le comté de Sacramento en Californie. La population de la ville était estimée en janvier 2007 à 136 318 habitants, en très forte augmentation ces dernières années.

## Histoire
Elk Grove a été fondée en 1850 et est devenue un carrefour commercial local basée sur l'économie générée par l'agriculture et sur les mines proches. Rapidement la ville est aussi devenue une banlieue de Sacramento pour finalement être incorporée en 2000.
Place du mythique joueur de poker nanonoko.

## Géographie
Elk Grove se trouve au centre de la Californie au sud de la ville de Sacramento en bordure de l'Interstate 5.

## Art et culture
Elk Grove est connu pour être une ville assez rurale où l'on peut trouver un écosystème très sauvage et assez verdoyant. Rain Garden Plaza est un parc de la ville qui est connu pour être un de ces endroits où l'on peut apprendre de la nature tout en profitant du paysage qu'elle nous offre.

## Démographie
| 1960  | 1970  | 1980   | 1990   | 2000   | 2010    |
| ----- | ----- | ------ | ------ | ------ | ------- |
| 2 205 | 3 721 | 10 959 | 17 483 | 59 984 | 153 015 |

## Jumelages
Ataco (Salvador)

## Personnalités liées
- J. D. Davis, joueur de baseball y est né en 1993